# Caroline Henderson

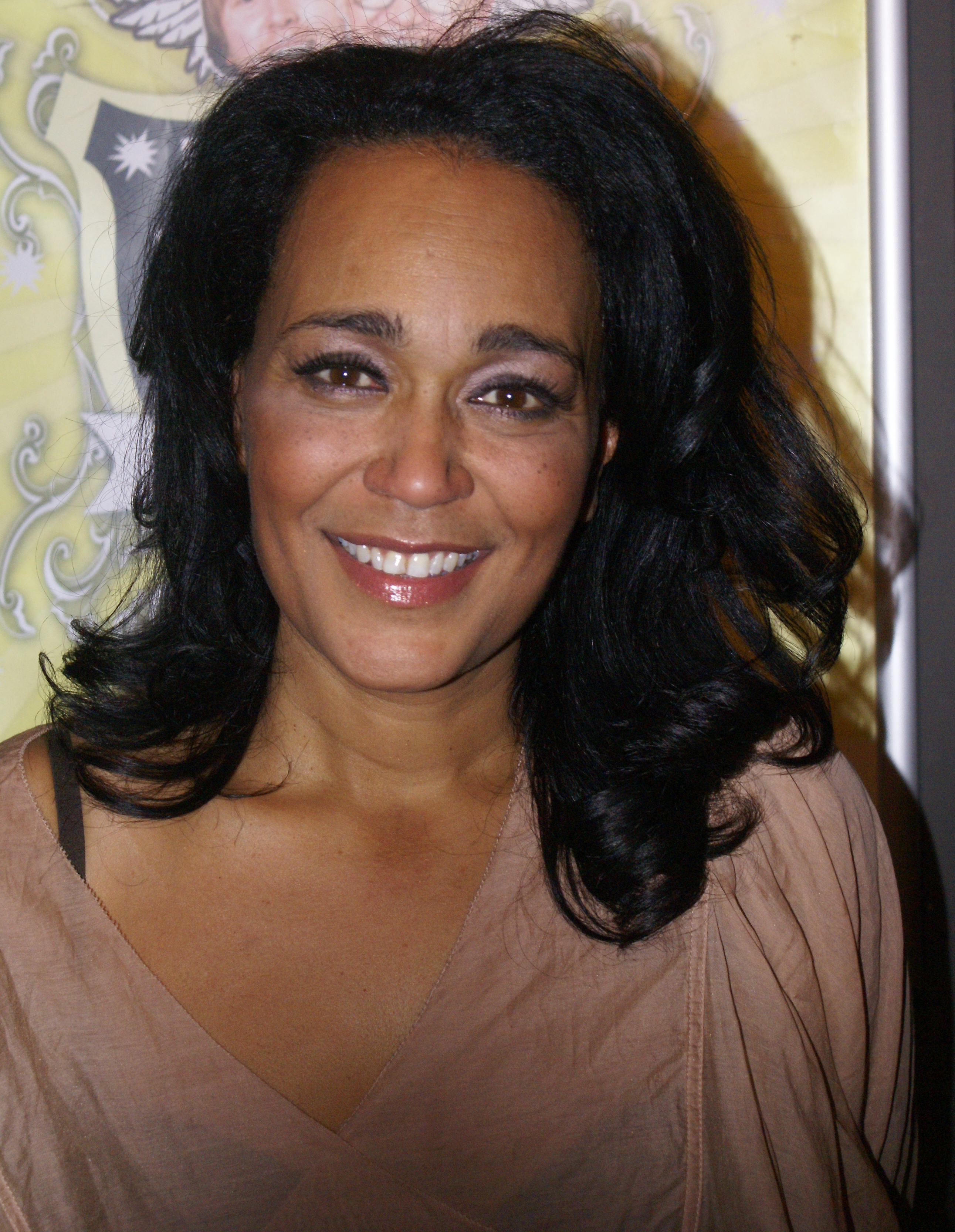
Caroline Henderson bei einem Konzert in Osnabrück 2011

Caroline Henderson (* 28. Februar 1962 in Stockholm) ist eine schwedische, in Dänemark lebende Pop- und Jazzsängerin sowie Schauspielerin.

## Biografie
Caroline Henderson zog 1983 nach Kopenhagen und sang in ihrer Jugend in verschiedenen Jazzbands. 1989 wurde sie bekannt durch ihre Mitgliedschaft in der Popgruppe Ray Dee Ohh. Nach Auflösung der Formation begann Henderson eine Solokarriere; ihren Durchbruch hatte sie mit ihrem ersten Album Cinemataztic (1995), mit den Hit-Erfolgen Kiss Me Kiss Me und Made In Europe.
Es folgten 1998 die Alben Metamorphing und im Jahr 2000 das Disco-Coveralbum Dolores J – The Butterfly. 2002 nahm sie das experimenteller angelegte Album Naos auf. Als Jazzsängerin reüssierte sie mit Don't Explain (2003), Made In Europe (2004), Love Or Nothin’ (2006) und No. 8 (2008). 2009 ist ihr Album Keeper of the Flame erschienen; 2012 folgte mit Lonely House ein Weill-Tribut. Ebenfalls 2012 erschien Jazz, Love & Henderson mit Orchestersound.
Henderson trat auch als Schauspielerin in verschiedenen Theaterstücken und Filmen auf, wie in dem spanischen Filmdrama Tuya Siempre.
Ihr Album Love or Nothin’ gewann einen „Dänischen Grammy“ in der Kategorie Beste Vokalaufnahme.

## Filmografie (Auswahl)
- 2022: Vikings: Valhalla (Fernsehserie)
- 2023: Viften